# Rechazo múltiple
Rechazo múltiple es un tipo de respuesta ARQ en la cual no se dejan de enviar paquetes hasta que se recibe un NACK. En ese momento se interrumpe la transmisión y se empieza la transmisión continua a partir del paquete que tenía errores desperdiciando así toda la información transmitida entre el primer envío y la detección del error.
Este tipo de ARQ exige una memoria en el transmisor que sea capaz de almacenar tantos datos como los que puedan enviarse en un timeout, ya que será el tiempo máximo de espera y esos datos deben reenviarse tras detectar un error.
Otra de las exigencias de este tipo de ARQ es la numeración de los ACK's para poder distinguir a qué paquete de información están asintiendo.
- Datos: Q6102653